# Loi relative à la protection pénale de la propriété littéraire et artistique sur internet
La loi no 2009-1311 relative à la protection pénale de la propriété littéraire et artistique sur internet dite loi HADOPI 2, est une loi française complémentaire à la loi favorisant la diffusion et la protection de la création sur internet, dite loi HADOPI. Elle a pour but de réintroduire le volet répressif de la première loi qui a été déclaré partiellement non conforme à la constitution par le Conseil constitutionnel.

## Historique

### Présentation en Conseil des ministres
Le 24 juin 2009, le projet de loi complémentaire est présenté en Conseil des ministres par la Garde des Sceaux nouvellement nommée Michèle Alliot-Marie. L'étude d'impact, qui accompagne le texte, a permis au Conseil d'État d'approfondir son examen critique.
Le projet « autorise les agents de la Haute autorité (HADOPI) à constater les infractions et à recueillir les observations des personnes concernées. Il permet à la justice de recourir à des procédures simplifiées par la voie d’ordonnances pénales et devant le tribunal correctionnel siégeant à juge unique. Les atteintes aux droits d'auteur et droits voisins commises sur internet pourront être sanctionnées par la suspension de l'abonnement ».
Le gouvernement ayant décrété l'urgence sur ce projet de loi, il n'est prévu qu'une unique lecture dans les deux chambres.

### Sénat: lecture unique
Le 24 juin 2009, le projet de loi est déposé devant le Sénat pour y être discuté les 8 et 9 juillet 2009, le rapporteur étant de nouveau Michel Thiollière. Le texte a été voté au Sénat le 8 juillet et transmis à l'Assemblée nationale le 9 juillet 2009 sous le no 1831.

### Assemblée nationale: lecture unique
Exclue de la loi Hadopi 1, la surveillance des courriels avait été réintroduite au Sénat à la surprise de nombreux députés qui ont adopté le 16 juillet 2009 en commission des affaires culturelles un amendement de l'UMP Lionel Tardy les excluant de nouveau du projet de loi, et un second amendement prévoyant que le seul abonnement Internet coupé soit celui sur lequel l'infraction a été constatée.
La lecture devait commencer le 21 juillet 2009 pour se terminer dans la semaine, mais la faible mobilisation des députés UMP lors de la dernière réunion de la Commission des affaires culturelles pour l'étude des amendements a rendu illusoire la possibilité d'un vote en juillet, qui se trouve donc repoussé par Bernard Accoyer à septembre.
Le 15 septembre 2009, le texte est adopté à 285 voix contre 225. Son passage en commission mixte paritaire est alors planifié pour le 22 septembre 2009.
Loi favorisant la diffusion et la protection de la création sur Internet Loi no 2009-669 du 12 juin 2009 parue au JO no 135 du 13 juin 2009 Décision du Conseil constitutionnel no 2009-580 du 10 juin 2009. Le projet de loi favorisant la diffusion et la protection de la création sur Internet est l'aboutissement d'une large concertation de l'ensemble des professionnels concernés, amorcée dès l'été 2007 par la mission de réflexion confiée à Denis Olivennes.

### Saisie du Conseil constitutionnel
Le Conseil constitutionnel a été saisi le 28 septembre 2009 et a rendu sa décision le 22 octobre 2009, validant l'essentiel de la loi, à l'exception d'une partie de l'article 6 qui permettait aux ayants droit de demander réparation.

### Décrets d'application
Initialement prévus dans le courant du mois de décembre 2009, la publication des décrets d'application a pris du retard à la suite du départ d'Olivier Henrard du ministère de la culture. Les décrets d'application sont par conséquent publiés au Journal officiel de la République française le 31 décembre 2009.

## Objectifs et mesures
Le Conseil constitutionnel dans sa décision du 10 juin 2009 (HADOPI 1) a estimé que la restriction d'un droit fondamental, tel que la liberté d'expression, ne pouvait être opérée par une simple autorité administrative, et que seul un juge et un procès équitable pouvait décider de le restreindre en constatant l'abus de celui-ci, tout en gardant une sanction proportionnée à la situation.
Cette loi permet à la HADOPI de transmettre au juge toutes les informations dont elle dispose afin de prononcer une sanction de coupure à Internet au moyen d'une procédure accélérée, uniquement écrite, sans audition de l'accusation ni de la défense. La HADOPI est alors chargée de faire appliquer la sanction. En complément, le juge pourra appliquer une amende. L'abonné déconnecté d'Internet devra continuer à payer son abonnement ; mais il pourra résilier suivant les dispositions de son contrat. L'opérateur aura l'obligation de ne couper que l'accès à Internet ; il devra continuer à fournir la téléphonie et la télévision dans le cas des offres liées.
La procédure accélérée est une exception du droit, qui est essentiellement utilisée pour traiter les procès verbaux de stationnement et d'excès de vitesse.

## Sujets de discorde
La plupart des sujets de discorde ont déjà été abordés dans la première loi :
- la faiblesse de l'adresse IP en tant que preuve ;
- le caractère disproportionné de la sanction ;
- la sanction s'applique au propriétaire de la ligne et non au téléchargeur qui peut avoir sciemment contourné une protection ;
- la procédure accélérée était jusqu'alors utilisée lorsque les faits étaient difficilement contestables ;
- la disparition de la justice dans la procédure administrative.

Le gouvernement ne prévoit plus que 50 000 suspensions, mais elles mobiliseront plus de personnel puisqu'il faudra en plus 109 fonctionnaires dont vingt-six magistrats. Le gouvernement prévoit de créer 9 tribunaux spéciaux répartis sur la France.
Après le vote de la loi, plusieurs études montrent que le trafic Internet induit par le pair-à-pair est en baisse, alors que le but de la HADOPI était justement de punir les échanges de fichiers entre particuliers. Une étude de l'université Rennes I conclut, en mars 2010, que la loi est inefficace. Ce constat est partagé par une partie des députés de l'UMP.